# David Zingerle
David Zingerle (* 10. März 2000 in Innichen, Südtirol) ist ein italienischer Biathlet. Er wurde 2022 mit der Staffel Vizejuniorenweltmeister und startet seit demselben Jahr unregelmäßig im Weltcup.

## Sportliche Laufbahn
David Zingerle bestritt seine ersten internationalen Wettkämpfe im Rahmen des IBU-Junior-Cup, wo er Anfang 2020 an vier Rennen teilnahm und als bestes Ergebnis einen 21. Rang erreichte. Im März 2021 nahm der Italiener an den Juniorenweltmeisterschaften teil und wurde 12. der Verfolgung sowie Siebter mit der Staffel, kurz darauf gab er in Obertilliach auch sein Debüt im IBU-Cup der Senioren. Den Winter 2021/22 bestritt Zingerle durchgehend im IBU-Cup. Seine ersten Ranglistenpunkte ergatterte er als 21. des Supersprints von Sjusjøen, in Nové Město na Moravě ging es im Sprint sogar auf Rang 15. Bei den Europameisterschaften lief Zingerle im Verfolger von Rang 59 auf 19, auch im Einzel lief er in die Top 30. Den Saisonabschluss bildeten die Juniorenweltmeisterschaften in Soldier Hollow, wo er als Vierter der Verfolgung eine Medaille nur knapp verpasste und im Staffelrennen mit Iacopo Leonesio, Michele Molinari und Elia Zeni hinter der Auswahl Frankreichs die Silbermedaille gewann. Aufmerksamkeit erzielte Zingerle bei den nationalen Meisterschaften nach Saisonende, als er vor Tommaso Giacomel und Dominik Windisch den italienischen Meistertitel im Massenstart errang. Zu Beginn der Saison 2022/23 gab der Italiener in Kontiolahti sein Debüt im Weltcup und schloss das Einzel auf Rang 81, die Staffel auf Platz 15 ab. In Hochfilzen verbesserte er dieses Ergebnis mit Didier Bionaz, Tommaso Giacomel und Daniele Fauner und dem neunten Rang. Bei den Wettkämpfen auf der Pokljuka erzielte Zingerle als 53. des Sprints seinen ersten Verfolger im Weltcup, bei den Europameisterschaften resultierte als bestes Ergebnis Platz 35 im Einzel. Eine weitere nationale Medaille ergatterte er nach Saisonende an der Seite von Michela Carrara in der Single-Mixed-Staffel.
In der Saison 2023/24 startete Zingerle durchgehend im IBU-Cup und erzielte mehrere Platzierungen unter den besten 20. Als bestes Einzelresultat stand Rang neun im Verfolgungsrennen von Obertilliach zu Buche, mit der Mixedstaffel lief er am gleichen Ort auf den zweiten Platz. Weniger erfolgreich schnitt er im Folgewinter ab, insgesamt lief der Italiener dreimal in die Top 20 und erzielte dabei immerhin einen achten Platz im Kurzeinzel von Otepää.

## Persönliches
David Zingerle stammt aus Rasen-Antholz. Er ist der Sohn des ehemaligen Biathleten und langjährigen italienischen Nationaltrainers Andreas Zingerle, seine zwei Jahre jüngere Schwester Linda ist ebenfalls als Biathletin aktiv.

## Statistiken

### Weltcupplatzierungen
Die Tabelle zeigt alle Platzierungen (je nach Austragungsjahr einschließlich Olympische Spiele und Weltmeisterschaften).
- 1.–3. Platz: Anzahl der Podiumsplatzierungen
- Top 10: Anzahl der Platzierungen unter den ersten zehn (einschließlich Podium)
- Punkteränge: Anzahl der Platzierungen innerhalb der Punkteränge (einschließlich Podium und Top 10)
- Starts: Anzahl gelaufener Rennen in der jeweiligen Disziplin
- Staffel: inklusive Mixed- und Single-Mixed-Staffeln

| Platzierung               | Einzel | Sprint | Verfolgung | Massenstart | Staffel | Gesamt |
| ------------------------- | ------ | ------ | ---------- | ----------- | ------- | ------ |
| 1. Platz                  |        |        |            |             |         |        |
| 2. Platz                  |        |        |            |             |         |        |
| 3. Platz                  |        |        |            |             |         |        |
| Top 10                    |        |        |            |             | 1       | 1      |
| Punkteränge               |        |        |            |             | 2       | 2      |
| Starts                    | 1      | 4      | 1          |             | 2       | 8      |
| Stand: Saisonende 2022/23 |        |        |            |             |         |        |

### Juniorenweltmeisterschaften
Ergebnisse bei den Juniorenweltmeisterschaften:
| Weltmeisterschaften | Weltmeisterschaften | Einzelwettbewerbe | Einzelwettbewerbe | Einzelwettbewerbe | Herrenstaffel |
| Jahr                | Ort                 | Einzel            | Sprint            | Verfolgung        | Herrenstaffel |
| ------------------- | ------------------- | ----------------- | ----------------- | ----------------- | ------------- |
| 2021                | Obertilliach        | 12.               | 20.               | 12.               | 7.            |
| 2022                | Soldier Hollow      | 31.               | 8.                | 4.                | 2.            |